# Frank Kirchbach
Pour les articles homonymes, voir Kirchbach (homonymie).

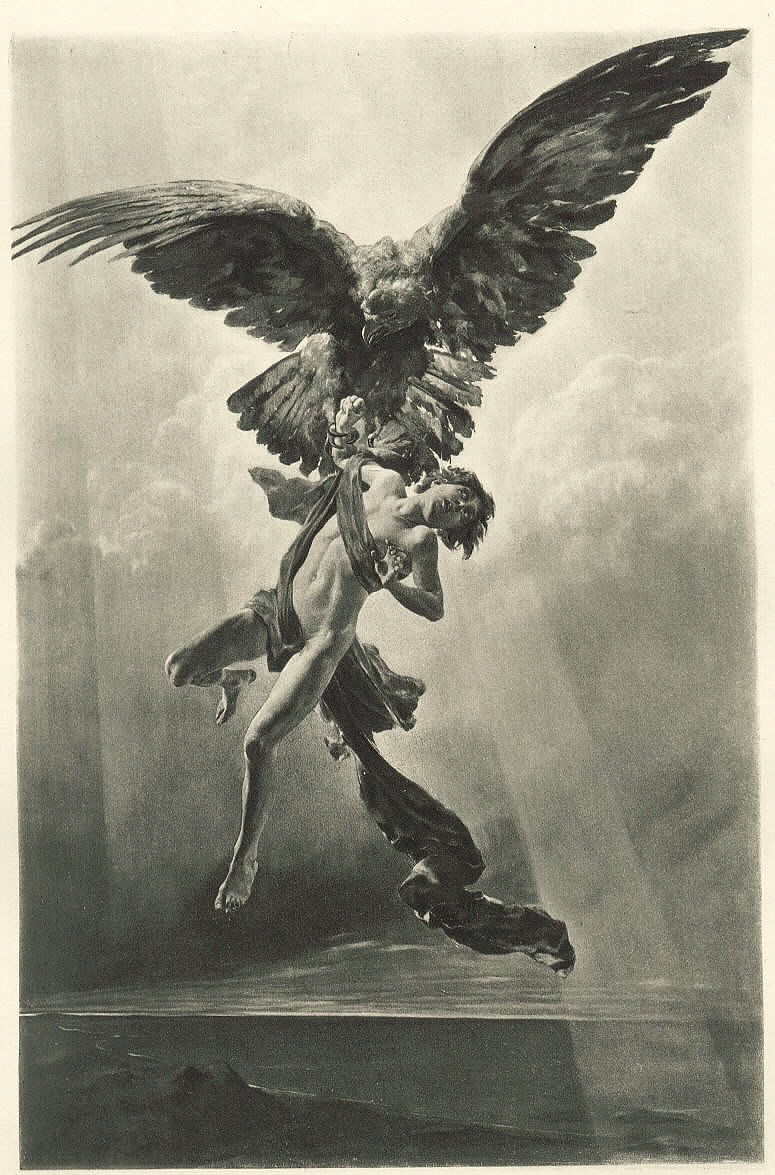
Le rapt de Ganymède, 1892.

Frank Kirchbach, né le 2 juin 1859 à Londres et mort le 18 mars 1912 près du lac Schliersee (de) en Bavière, est un peintre, historien de la peinture, graveur et illustrateur allemand.

## Biographie
Il est le fils du peintre Ernst Kirchbach. Il se forme d'abord à l'École des beaux-arts de Dresde, puis part en 1878 pour l'académie des beaux-arts de Munich. En 1881, il commence à exposer ses œuvres à Munich et à Berlin, puis reçoit en 1882 un 1er prix de composition picturale pour son tableau intitulé « Le duc Christophe (de) devant le corps du dernier des Abensbergeois ».
En 1882, il est en Italie, puis en 1883 en France et en Angleterre. À cette époque, il participe à la décoration du château de Drachenburg dans un cycle consacré au Chant des Nibelungen dont il réalise le tableau principal, Streit der Königinnen (la dispute des reines). Il étudie ensuite à Paris auprès de Mihály Munkácsy et peint son Ganymède. Entre 1884 et 1886, il réalise à Munich un imposant tableau, Le Christ chassant les marchands du Temple. Son activité principale est cependant l'illustration, comme celles d'œuvres de Goethe, de Paul Heyse, des Voyages de Gulliver de Swift, des Derniers Jours de Pompéi d'Edward Bulwer-Lytton et d'ouvrages destinés à la jeunesse.
En 1889, il est nommé à la tête de l'École de peinture et de composition de l'École Städel à Francfort qu'il dirige sept ans durant. En 1896, il retourne à l'académie de Munich pour y enseigner le dessin de nu. Il compte parmi ses élèves le peintre Raffael Schuster-Woldan (de). Durant les dernières années de sa vie, il réalise principalement des portraits.